# Ningxia Sport Lottery- Livall Cycling team
Ningxia Sports Lottery - Livall Cycling team is een Chinese UCI-wielerploeg.

## Ploegenrooster
Vanaf februari 2019.
Hieronder een lijst van wielrenners die voor het team rijden.
|                           | Renner                    | Geboortedatum    |
| ------------------------- | ------------------------- | ---------------- |
| Bai Lijun (CHN)           | Bai Lijun (CHN)           | 19 november 1988 |
| Georgios Bouglas (GRE)    | Georgios Bouglas (GRE)    | 17 november 1990 |
| Li Shan (CHN)             | Li Shan (CHN)             | 23 januari 1996  |
| Liu Zhi Chao (CHN)        | Liu Zhi Chao (CHN)        | 20 maart 1997    |
| Edwin Arnulfo Parra (COL) | Edwin Arnulfo Parra (COL) | 8 juli 1984      |

|                          | Renner                   | Geboortedatum    |
| ------------------------ | ------------------------ | ---------------- |
| Oleksandr Polivoda (UKR) | Oleksandr Polivoda (UKR) | 31 maart 1987    |
| Qiao Feng (CHN)          | Qiao Feng (CHN)          | 7 mei 1991       |
| Alexei Shnyrko (BLR)     | Alexei Shnyrko (BLR)     | 12 mei 1994      |
| Sun Zhengshuai (CHN)     | Sun Zhengshuai (CHN)     | 22 december 1996 |
| You Liming (CHN)         | You Liming (CHN)         | 6 oktober 1999   |

## Belangrijkste resultaten
2018
Etappe 1 Ronde van Qinghai Lake, Georgios Bouglas
Etappe 2 Tour de Singkarak, Oleksandr Polivoda